# Marian Kaufer
Marian Karol Kaufer (ur. 25 stycznia 1897 w  Kamionce Strumiłowej, zm. 5 stycznia 1978 w Warszawie) – podpułkownik saperów Wojska Polskiego, działacz niepodległościowy, kawaler Orderu Virtuti Militari.

## Życiorys
Syn Romana, urzędnika, i Jadwigi z domu Klob. W roku szkolnym 1913/14 uczęszczał razem z Zygfrydem Grossem i Henrykiem Nowosielskim do klasy Va c. k. Wyższej Szkoły Realnej w Stanisławowie. W latach 1913–1914 należał do XXIV Drużyny Strzeleckiej. 
Od sierpnia 1914 roku służył w Legionach Polskich. Z początkiem stycznia 1915 roku przydzielony został do kompanii saperów wchodzącej w skład I Brygady Legionów Polskich, w której służył do września 1917. Wyróżnił się podczas walk nad Nidą (w 1915 roku), kiedy to jako ochotnik wielokrotnie uczestniczył w patrolach i wykonywał prace saperskie pod silnym ogniem nieprzyjaciela (budował przeprawy i zakładał miny przed polskimi pozycjami). Za te czyny odznaczony został orderem wojskowym „Virtuti Militari" V klasy. Nadanie to zostało następnie potwierdzone dekretem Wodza Naczelnego marszałka Józefa Piłsudskiego z dnia 17 maja 1922 roku. Po kryzysie przysięgowym został wcielony do c. i k. armii. 
W roku 1918 złożył egzamin dojrzałości w Stanisławowie. W tym czasie wstąpił do Polskiej Organizacji Wojskowej. Podczas wojny polsko-ukraińskiej w stopniu podchorążego uczestniczył, na stanowisku dowódcy plutonu, w zajmowaniu Stanisławowa i okolic. Następnie dowodził kompanią w batalionie etapowym POW.
W połowie lipca 1919 roku rozpoczął naukę w warszawskiej Szkole Podoficerów Saperów - Instruktorów. 20 grudnia 1919 został mianowany z dniem 1 stycznia 1920 podporucznikiem wojsk technicznych. W szeregach 1 batalionu saperów uczestniczył w wojnie polsko-bolszewickiej. 9 września 1920 został zatwierdzony z dniem 1 kwietnia 1920 w stopniu kapitana, w Korpusie Inżynierii i Saperów, w grupie oficerów byłych Legionów Polskich.
Dekretem Naczelnika Państwa i Wodza Naczelnego z dnia 3 maja 1922 r. (dekret L. 19400/O.V.) został zweryfikowany w stopniu kapitana ze starszeństwem z dniem 1 czerwca 1919 r. i 60. lokatą w korpusie oficerów inżynierii i saperów. W tym okresie służył w 7 pułku saperów. W roku 1923 piastował stanowisko pełniącego obowiązki dowódcy XV batalionu saperów, wchodzącego w skład 8 pułku saperów (pułk ten stacjonował w Toruniu) i zajmował 59. lokatę w swoim starszeństwie wśród kapitanów inżynierii i saperów. Do rangi majora został awansowany ze starszeństwem z dniem 15 sierpnia 1924 roku i 13. lokatą. W tym samym roku dowodził już XV batalionem saperów. Następnie przeniesiony został do 4 pułku saperów z Sandomierza (przeformowanego w roku 1929 na 4 batalion saperów), w którym od roku 1928 do września 1930 r. pełnił funkcję zastępcy dowódcy. W roku 1928 zajmował 12. lokatę wśród majorów korpusu inżynierii i saperów w swoim starszeństwie. We wrześniu 1930 roku został przeniesiony z 4 batalionu saperów do 1 batalionu saperów Legionów, stacjonującego w Modlinie, na stanowisko zastępcy dowódcy. W marcu 1932 roku został przesunięty, w korpusie oficerów inżynierii i saperów, na stanowisko dowódcy tegoż batalionu. W roku 1932 zajmował już 5. lokatę w swoim starszeństwie. Na podpułkownika został awansowany ze starszeństwem z dniem 1 stycznia 1936 i 4. lokatą w korpusie oficerów inżynierii i saperów. Od roku 1936 pełnił służbę w Generalnym Inspektoracie Sił Zbrojnych. Na dzień 23 marca 1939 roku jako oficer rezerwy personalnej przy Inspektorze Saperów przydzielony był do inspektora armii „na odcinku Wołyń”, gen. dyw. Stanisława Burhardt-Bukackiego na stanowisko oficera saperów.  
Po kampanii wrześniowej przedostał się do Rumunii, gdzie go internowano. Po wkroczeniu do Rumunii wojsk niemieckich został w dniu 8 lutego 1941 przekazany do Oflagu VI E Dorsten. Następnie przetrzymywany był w oflagu VI B Dössel. W 1946 roku powrócił do Polski i podjął pracę jako kierownik budowy w warszawskim Państwowym Przedsiębiorstwie Geodezyjnym. 
Zmarł w Warszawie i pochowany został w rodzinnym grobowcu na cmentarzu Powązkowskim. 
Żoną Mariana Kaufera była Alina z Tyczkowskich, z którą miał córkę Halszkę (ur. 1928), stomatologa.

## Ordery i odznaczenia
- Krzyż Srebrny Orderu Wojskowego Virtuti Militari nr 7476 – 17 maja 1922[23][1][5]
- Krzyż Niepodległości – 4 lutego 1932 „za pracę w dziele odzyskania niepodległości”[24]
- Krzyż Walecznych czterokrotnie[14] (po raz drugi za służbę w POW w b. zaborze austriackim i b. okupacji austriackiej[25])
- Złoty Krzyż Zasługi – 10 listopada 1928[26][27]